# Alisson Abarca
Alisson Ivonne Abarca Flores (San Salvador, 25 de enero de 1996) es una modelo salvadoreña, ganadora de Miss Universe El Salvador 2017. Representó a El Salvador en el concurso Miss Universo 2017.

## Biografía
Alisson Abarca nació en San Salvador, el 25 de enero de 1996.

## Trayectoria

### Miss Universo El Salvador 2017
Abarca participó en el Reinado de El Salvador 2017 fue coronada como Miss Universo El Salvador 2017 el 7 de julio de 2017 y compitió en Miss Universo 2017, pero no clasificó.
Como Miss Universo El Salvador, compitió en el concurso Miss Universo 2017.